# Li Po (cràter)
Li Po és un cràter d'impacte en el planeta Mercuri de 126 km de diàmetre. Porta el nom del poeta xinès Li Po (701-762), i el seu nom va ser aprovat per la Unió Astronòmica Internacional el 1976.